# Різняк Роман
Рома́н Різня́к (псевдо: «Макомацький», «Тарас»; нар.12 березня 1921, м.Трускавець — пом.18 липня 1948, м.Трускавець) — український військовик, діяч ОУНР, керівник боївки СБ Дрогобицького надрайонного проводу ОУНР (1945), референт СБ Дрогобицького міського проводу ОУНР, референт СБ Дрогобицького районного проводу ОУНР (1948), небіж Василя Біласа.

## Життєпис
Народився у багатодітній сім'ї з одинадцяти дітей, з яких вижило сім. Постать Романа Різняка-«Макомацького» овіяна багатьма міфами. Точних біографічних даних про нього немає. Про довоєнну діяльність його відомо мало. Згідно даних ГДА СБУ, батьки Романа Різняка в 1940 були виселені до віддалених районів СРСР.
У 1941–1943 служив у поліції міста Трускавця Львівської області, потім свою діяльність здійснював на теренах сучасної Польщі.
Роман Різняк розгорнув на території Дрогобиччини широку діяльність. Існує навіть інформація, що ця діяльність була відзначена у підпіллі трьома Срібними хрестами бойової заслуги. Про три Срібні хрести чекісти писали декілька разів у звітах, проте вони повністю не розбиралися у нагородах, які існували у підпіллі. Тому, на нашу думку, його справді тричі нагороджували, але срібними зірками за поранення. Окрім цього Роман Різняк-«Макомацький» і два члени його боївки — Муйла Мирон-«Лилик», Дранівський Ярослав-«Ярко» наказом ГВШ/ГК ч. 2/50 від 30.07.1950 були нагороджені одними із найвищих відзнак підпілля — Золотими хрестами бойової заслуги 1-го класу. Підтвердження інформації про те, що «Макомацький» був поранений, отримуємо із протоколу допиту Магура Євгена Степановича, у якому він давав такий опис зовнішньості «Макомацького»: «… Низького зросту, на обличчі чорне волосся, брови великі, чорні зрослися, ніс великий, поранений в ногу-п'яту, трохи накульгує, одітий у військову форму, в погонах в чині капітана, погони щоденні, носить невеликі вуса». Треба зазначити, що «Макомацький» користувався великою популярністю і підтримкою серед населення.

Роман Різняк серед трускваецької молоді (шостий зліва поряд із дівчиною Софією)

«Макомацький» як талановитий есбіст зумів завербувати не тільки кількох працівників міліції, двоє із них Макарчук Андрій Ільїч і Мосейко Дмитро Антонович, протягом 1946–1947 років передавали боївці Романа Різняка набої та розвідувальні дані, ще й завербував в інформатори дружину радянського генерала Сабурова Ніну, яка допомогла врятувати життя тисяч галичан, зірвати цілий ряд каральних операцій НКВД проти мирного населення. Під керівництвом Макомацького підпільники викрали самого генерала Сабурова і обміняли його на 200 арештованих повстанців. Це унікальний випадок в історії радянської армії, який ще нікому не вдавалося повторити.
Роман Різняк-«Макомацький» виконував окремі завдання провідників Дрогобицького надрайонного проводу ОУН. Зокрема, влітку 1946 через Добромильський район закордон була направлена підпільниця Ірина Савицька-«Бистра», яка йшла в супроводі бойовиків Дрогобицького надрайонного проводу ОУН «Макомацького» і «Ярка».
Боївка «Макомацького» відзначалася серйозною діяльністю. Її керівник був діяльним есбістом у боротьбі проти агентури, організатором дієвої розвідувальної і контррозвідувальної системи, ефективним провідником. А в період з січня 1946 по липень 1948 боївка на чолі з «Макомацьким» здійснила 23 акції, під час яких було вбито 66 ворогів, з них совєтського партійного активу — 27, військовослужбовців МВС-МДБ — 14, запроданців-колаборантів — 25, окрім цього здійснено 7 диверсійних актів. Так, 1 липня 1946 в смт. Стебник Дрогобицького району Львівської області боївка на чолі з «Макомацьким» вбила три сім'ї партійно-радянського керівництва. 11 жовтня 1946 група Романа Різняка вбила двох бійців винищувального батальйону Бориславського МДБ, а в смт. Східниця Бориславської міської ради Львівської області — Журавчика Михайла Івановича і Сенишина Павла Дмитровича.
Ще активніше боївка діяла у 1947. Так, 14 квітня 1947 в місті Бориславі вбили двох колишніх солдат Червоної армії — Івасечка Михайла Михайловича і Межельського Михайла Миколайовича. 12 травня 1947 у Мражниці, тепер частина міста Борислава Львівської області вбили двох бійців винищувального батальйону Брюзчик Сергія Васильовича і Жупицу Петра Ілларіоновича. У ніч з 12 червня на 13 червня 1947 підпільники «Макомацького» в Східниці вбили міліціонера Бориславського МВ УМВС Журавчика Мирослава Дмитровича, Коцко Анну Михайлівну і водія 5-го нафтопромислу Мазуренка Сергія та спалили лісопильний цех Бориславського тарного заводу. 3 серпня 1947 у Трускавці бійцями Романа Різняка із засідки було вбито трьох військовослужбовців 91 сп ВВ МДБ: командира господарчої роти капітана Князькова, старшого сержанта Кириченка, солдата Садикова і тяжко поранено старшого лейтенанта Никифорова.

Портрет Романа Різняка з музею "Історія Трускавця"

Наприкінці вересня 1947 у с. Тустановичі, тепер частина м. Борислава Львівської області, вбили уповноваженого дільничного міліції Бориславського МВ УМВС Сидоренка. 21 вересня 1947 в смт. Стебник Дрогобицького району Львівської області вбили голову Дрогобицького райвиконкому Кулика П. І., голову Стебницької с/р Кисиличника, директора школи Шумилова і двох військовослужбовців ВВ МГБ.
Боївка Романа Різняка 22 лютого 1948 року в селі Солець вбила 4 військовослужбовців 97 танкового полку, а 26 лютого в тому ж селі здійснила атентат на старшого сержанта Дневалька І. Л., сержанта Гончарук С. А. і рядового Марченка і Зубкова. Через місяць — 26 березня в тому ж селі вбили голову земельної комісії Підгайного І. П.
На розшук Романа Різняка та його боївки були кинуті значні сили. Станом на грудень місяць 1947 для «розробки» боївки «Макомацького» була залучена ціла агентурна сітка.
В ніч на 29 березня 1948 боївка «Макомацького» перебувала у селі Губичі, переховувалася у будинках Фірмана С. В. і Гірняка А. М. Отримавши ці дані Бориславським МВ МДБ, спільно із взводом військ 91 сп ВВ МДБ 29 березня 1948 під керівництвом начальника МВ капітана Зубакова і командира взводу 91 сп ВВ МДБ мол. лейтенанта Медвєдєва блоковані вищезгадані будинки. Після півторагодинного бою будинки були закидані гранатами, внаслідок чого 7 осіб було вбито, 2 — захоплені живими. «Макомацькому» вдалося втекти.

## Обставини загибелі
17 липня 1948 року в с. Орів було вбито 4 бандерівців  кущовий провідник Федір Герасим'як-«Чумак» 1923 р.н., с. Доброгостів, Роман Веприк-«Вільха» 1922 р.н., с. Тустановичі, тепер частина м. Борислав, Роман Колос-«Зарічний» 1920 р.н., с. Зимівники, Анна Боднар-«Ліщина» 1926 р.н., с. Орів, був захоплений живим спецкур'єр Дрогобицького надрайонного проводу ОУН М. Гладкий-«Крупняк», який на допиті розповів про ряд акцій, які здійснювала боївка «Макомацького». Окрім того, він розповів, що в ніч на 18 липня 1948 у час від 24.00 до 2.00 біля урочища Помірки йому призначена зустріч з «Макомацьким». Реалізуючи ці дані, 18 липня 1948 у вказане місце була направлена оперативно-військова група під керівництвом начальника РВ — підполковника Журавльова і помічника начальника штабу 91 сп ВВ МДБ — капітана Кочкіна. Чекісти організували біля вказаного місця дві засідки, на одну із яких вночі вийшов Роман Різняк. Під час бою з внутрішніми військами Міністерства державної безпеки підпільник загинув. У вбитого було вилучено: автомат, пістолет, дві гранати і оунівські документи, серед яких протоколи допиту СБ.

## Нагороди
- Згідно з Постановою УГВР від 25.07.1950 р. і Наказом Головного військового штабу УПА ч. 2/50 від 30.07.1950 р. референт СБ Дрогобицького районного проводу ОУН Роман Різняк – «Тарас» нагороджений Золотим хрестом бойової заслуги УПА 1 класу.

## Вшанування пам'яті
- У 1995 році в Трускавці встановлено пам'ятник Роману Різняку — «Макомацькому». Ініціатор та організатор спорудження пам'ятника член історико-просвітницької і правозахисної організації «Сумління» трускавчанин Богдан Гуцило. Створив пам'ятник скульптор Володимир Ропецький зі Львова.
- Про легендарного трускавчанина, у 1996 році, Роман Горак написав повість-есе «Месник Макомацький».
- Ім'ям Романа Різняка-«Макомацького» названо вулицю у місті Трускавці.
- 13.10.2017 р. від імені Координаційної ради з вшанування пам’яті нагороджених Лицарів ОУН і УПА у м. Трускавець Львівської обл. Золотим хрестом бойової заслуги УПА 1 класу (№ 003) переданий Оксані Дмитречко, сестрі Романа Різняка – «Тараса».
- У листопаді 2019 року на VIII Трускавецькому кінофестивалі «Корона Карпат» відбулася презентація кіносценарію Бориса Савченка, Юрія Голіченка і Тараса Метика «Заповіт форпосту „Тут стань!“», присвяченого Роману Різняку[1].